# النبيات (واوكدة)
النبيات هو دُوَّار يقع بجماعة ووزڭان، إقليم شفشاون، جهة طنجة تطوان الحسيمة في المملكة المغربية. ينتمي الدوّار لمشيخة واوكدة التي تضم 12 دوار. يقدر عدد سكانه بـ 515 نسمة حسب الإحصاء الرسمي للسكان والسكنى لسنة 2004.

## روابط خارجية
- البوابة الوطنية للجماعات الترابية
- المندوبية السامية للتخطيط